# Vilaine
Vilaine – rzeka we Francji, przepływająca przez tereny departamentów Mayenne oraz Ille-et-Vilaine, o długości 218,1 km. Uchodzi do Oceanu Atlantyckiego.